# PT-17教練機
PT-17西點軍校生教練機原本是美國斯梯曼飛機公司研製的雙翼初級教練機並被稱為「斯梯曼70型」，後來於1939年被波音飛機公司收購並被改稱為「波音-斯梯曼75型」並發展出一個系列的教練機，其中在當時美國陸軍航空隊當中主力使用的是PT-17，美國海軍也有採用並被稱為NS-1，兩者不同的是發動機，美國陸軍航空隊使用的是大陸R-670-5而美國海軍航空隊使用的是大陸R-670-l。

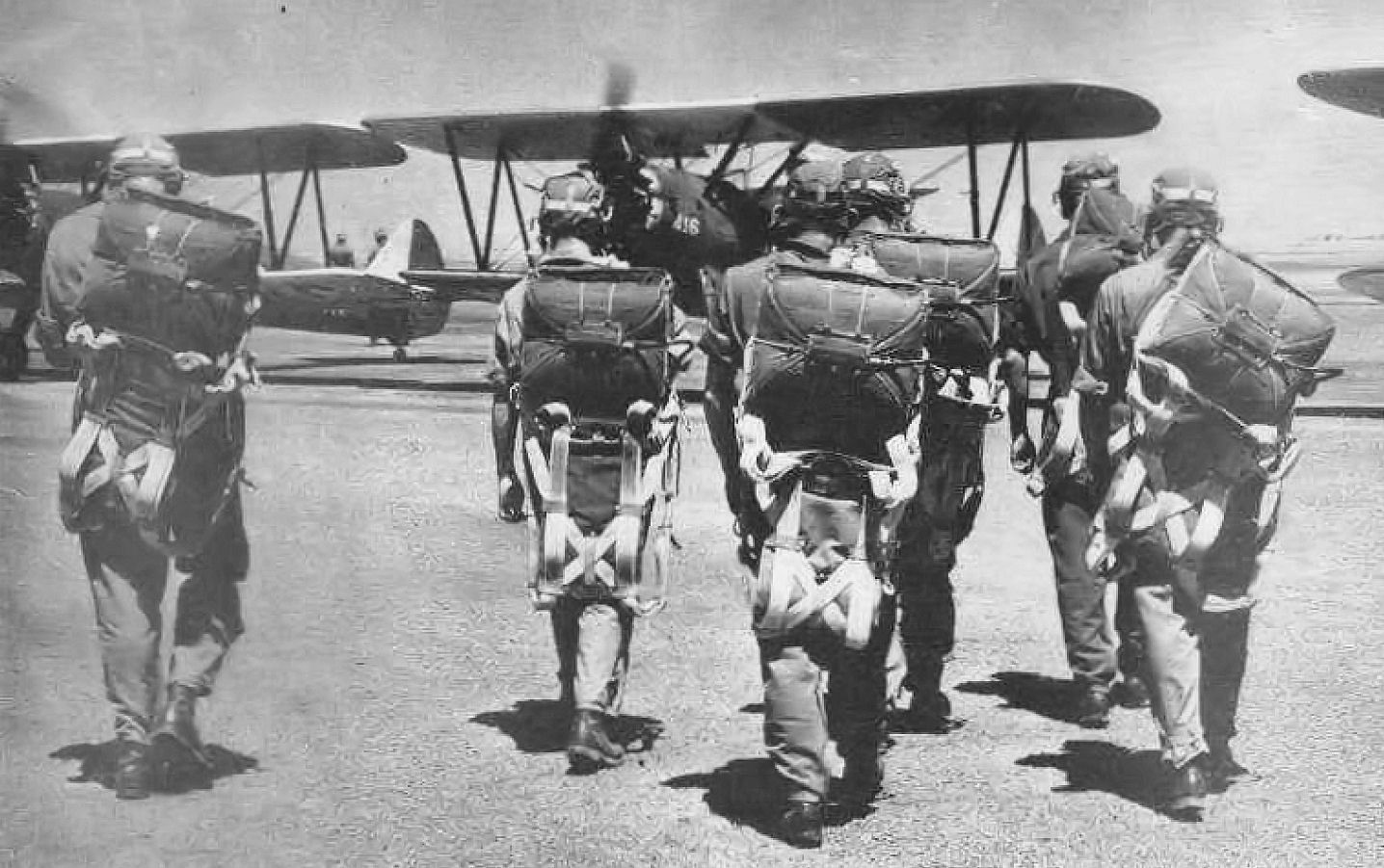
二戰時的美國飛行員和PT-17教練機

PT-17教練機是典型的雙翼機設計，機身有焊接鋼管的骨架。機翼有木樑和木肋，前後緣包鋁皮，副翼用鉚接鋁合金的骨架，機身蒙皮是帆布。
當美國於1941年參加第二次世界大戰時開始用民間航空學校去大量培訓飛行員，PT-17系列教練機也因此得到大批訂單並和AT-6教練機一起成為美國教練機主力之一。

## 基本資料
- 機長：7.6米
- 翼展：9.8米
- 機高：2.7米
- 空重：878公斤
- 載重：1232公斤
- 昇限:3413米
- 最快時速：170公里/小時
- 航程：813公里
- 發動機：1俱大陸R-670-5風冷式發動機（馬力=220匹）
- 乘員：2人

## 型號

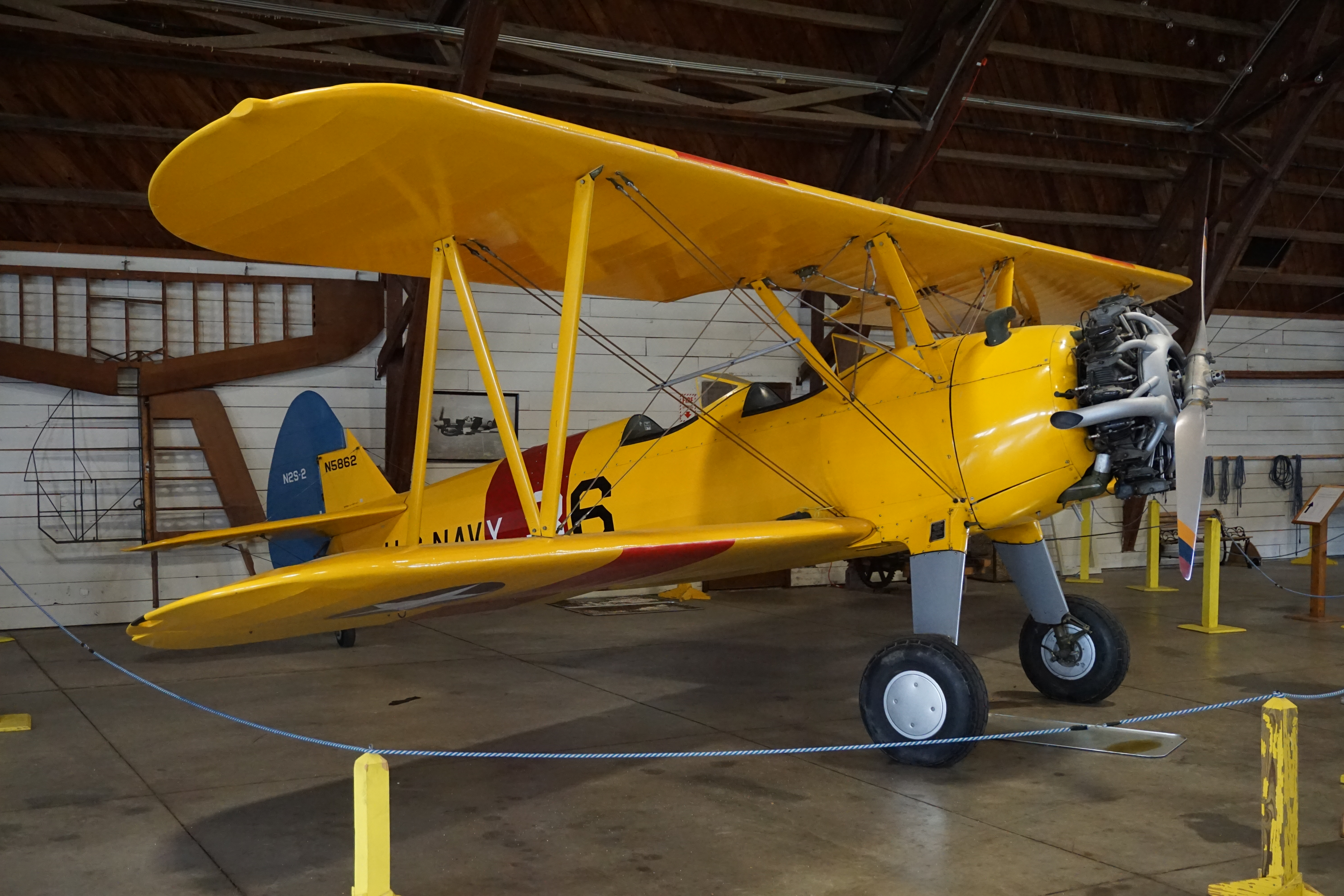
美國海軍的NS-1教練機

## PT-17在中國
中華民國空軍在抗日戰爭時期的1942年因為租借法案而得到150架PT-17教練機，最初在印度旁遮普邦臘河機場的航空學校使用，抗戰勝利後的1946年在印度的PT-17經駝峰航線回到重建後的杭州筧橋航校，1947年在台灣的第三飛機廠在廠長雲鐸帶領之下開始仿製PT-17並改稱為「初教-1」，採用美國原廠圖紙和零件，總共生產了104架，中華民國空軍使用至1958年，至今在岡山空軍官校航空教育展示館的一樓展示區仍有展出一架國軍的PT-17。
1949年1月27日，國民黨空軍航校1架PT-17教練機投共，安全降落安徽合肥機場，以後又有3架投共，到1949年10月中華人民共和國成立後，11月又成立中國人民解放軍空軍時還有良好的PT-17初級教練機2架，待修理的20架,1952年最後4架退役。

## 流行文化
- 在1970年的美日合拍電影偷襲珍珠港當中，當日軍機隊在前去偷襲珍珠港途中遇上夏威夷當地飛行學校的一架PT-17教練機

## 使用國家

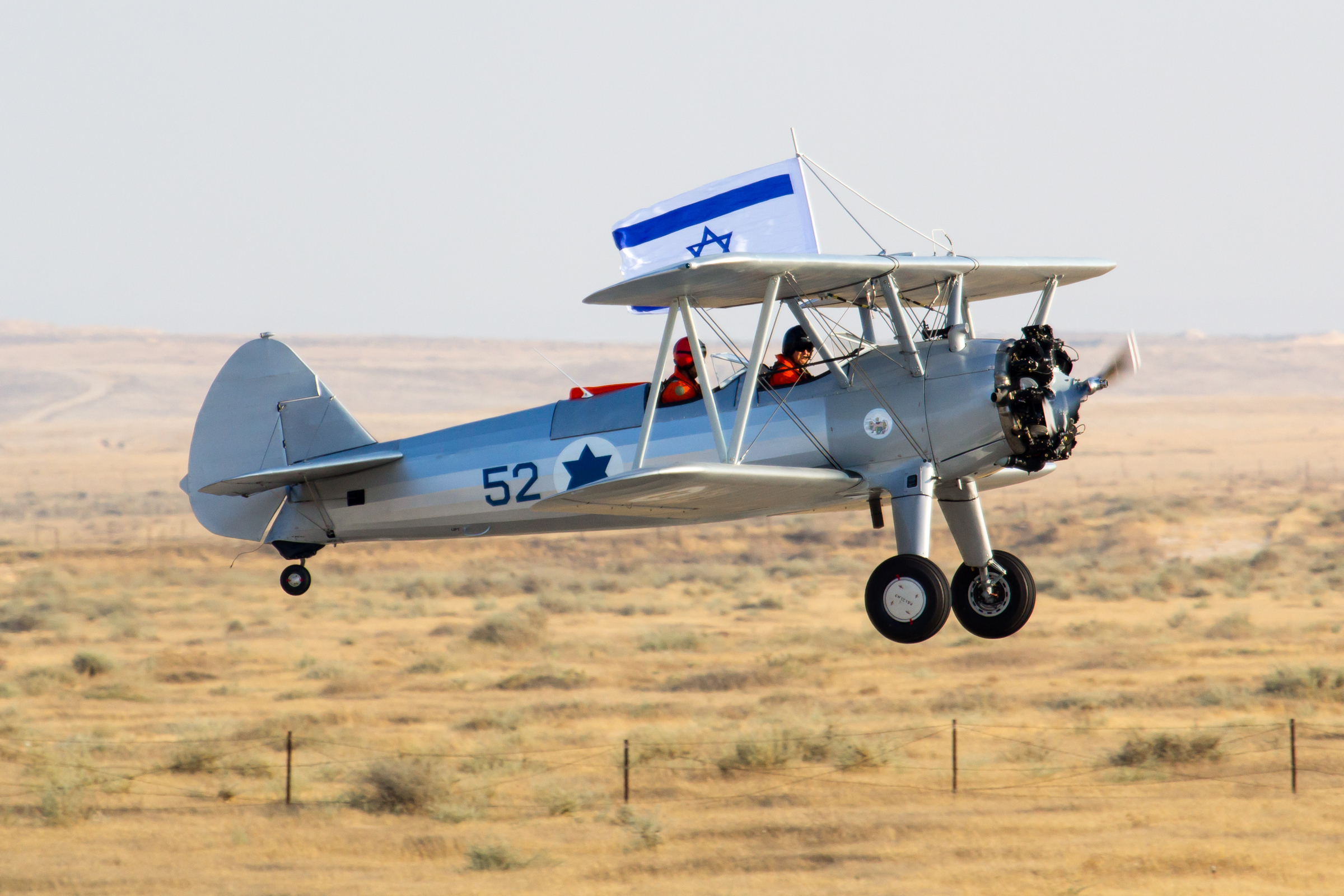
以色列空軍的PT-17教練機

- 美国（生產國）
- 阿根廷
- 玻利维亚
- 巴西
- 加拿大
- 中華民國
- 中华人民共和国
- 哥伦比亚
- 古巴
- 希腊
- 伊朗
- 以色列
- 墨西哥
- 尼加拉瓜
- 巴拉圭
- 秘魯
- 菲律賓
- 委內瑞拉
- 南斯拉夫

## 相類似機種
- 德哈维兰虎蛾机
- Fw 44教練機

## 外部連結
- 美國PT-17初級教練機 / 初教 – 1
- 「眷村想想」少將廠長雲鐸-回顧戰後初期的接收（页面存档备份，存于）
- PT-17在岡山空軍官校航空教育展示館（页面存档备份，存于）